# Guarda che Luna
Guarda che Luna è un libro per ragazzi scritto da Andrea Valente.
Guarda che Luna è una raccolta di ventotto racconti, che hanno come protagonisti alcuni personaggi della storia che siano stati in qualche modo influenzati dalla Luna: da Giacomo Leopardi a Jules Verne, da Claudio Tolomeo a Galileo Galilei, da Yuri Gagarin a Neil Armstrong, fino a Fred Buscaglione, da cui è stato preso in prestito il titolo.
Le narrazioni sono ventotto, come i giorni della fase lunare. Ognuna è accompagnata dalle illustrazioni in bianco e nero dell'autore.
Come nello stile di Andrea Valente, le situazioni sono frutto dell'immaginazione e la narrazione corre sul filo dell'ironia e della surrealtà.

## Edizioni
- Andrea Valente, Guarda che Luna, Editrice Il Castoro, 2009,  pp. 124, ISBN 978-88-8033-481-1.